# 1133 w polityce

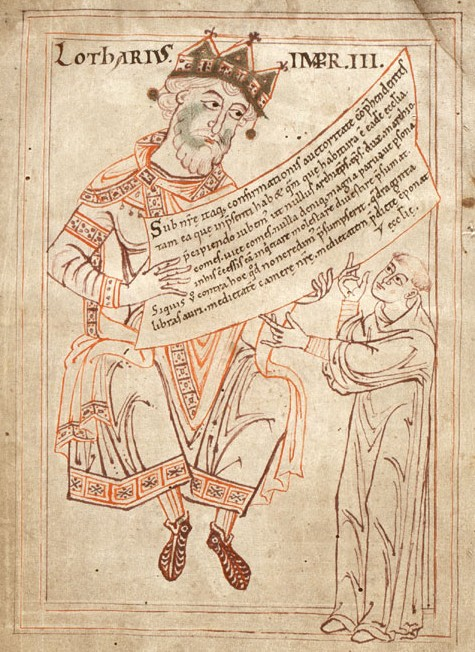
Lotar III, cesarz rzymski

Wydarzenia polityczne w 1133 roku.

## Wydarzenia
- Lotar III został koronowany na cesarza[1][2].

## Urodzili się
- Sigurd II Gęba, król Norwegii[3].